# Salvador Illa
Salvador Illa Roca (La Roca del Vallès, 5 maggio 1966) è un politico spagnolo, Presidente della Generalitat de Catalunya dal 10 agosto 2024.
In precedenza, dal 13 gennaio 2020 al 27 gennaio 2021, è stato ministro della salute nel Governo Sánchez II e sindaco di La Roca del Vallès dal 1995 al 2005.

## Biografia
Nato a La Roca del Vallès il 5 maggio 1966, Illa si è laureato in filosofia all'Università di Barcellona. È professore associato della Scuola di comunicazione e relazioni internazionali dell'Università Ramon Llull. Ha ottenuto un master in Economia e gestione delle imprese presso la IESE Business School.
È stato eletto consigliere comunale del Consiglio comunale di La Roca del Vallès nel 1987. Nel 1995 è entrato a far parte del Partito dei Socialisti di Catalogna ed è diventato sindaco in sostituzione del defunto Romà Planas i Miró.
Nel settembre 2005 è stato nominato direttore generale della gestione delle infrastrutture del dipartimento di giustizia del governo regionale della Catalogna. Dal 2010 al 2011 è stato direttore dell'ufficio di gestione economica del consiglio comunale di Barcellona e coordinatore del gruppo socialista locale nel consiglio comunale dal 2011 al 2016.
Nel novembre 2016, il leader del PSC Miquel Iceta lo ha nominato Segretario per l'organizzazione. Illa è stato il politico di più alto livello tra i quadri del PSC che hanno partecipato alla manifestazione anti-indipendenza "Prou! Recuperem el seny" (Basta! Recuperiamo il buon senso) a Barcellona l'8 ottobre 2017 organizzata dalla Societat Civil Catalana.
Ha fatto parte, insieme ad Adriana Lastra e José Luis Ábalos, della squadra negoziale del PSOE che ha raggiunto un accordo con ERC per la sua astensione nell'investitura di Pedro Sánchez nel gennaio 2020.

## Attività politica

### Ministro della salute
Il 10 gennaio è stato nominato Ministro della Salute, in sostituzione di María Luisa Carcedo. Il 13 gennaio presta giuramento davanti al sovrano.
La nomina di Illa, politico senza esperienza nel settore sanitario, è stata definita dai media come una scelta manageriale. Il suo possibile ruolo nel governo non si limitava alla gestione della sanità, ma anche di canale di comunicazione con l'indipendentismo catalano.
Alla fine di gennaio 2020, in seguito allo scoppio della pandemia di COVID-19, il Ministero della Salute, in coordinamento con il Ministero degli Affari Esteri, ha avviato il processo di rimpatrio di una ventina di spagnoli dalla Cina. Il 29 gennaio viene annunciato che sarebbero stati messi in quarantena per 14 giorni in un ospedale militare di Madrid. In un'operazione congiunta con il governo del Regno Unito, sono arrivati in Spagna il 31 gennaio e sono stati dimessi il 13 febbraio.
Il primo caso è stato registrato il 31 gennaio 2020 nell'isola di La Gomera, nelle Isole Canarie. Il 9 febbraio 2020 è stato ricodificato un secondo caso. Questo è stato registrato nell'isola di Maiorca. Entrambi i pazienti sono stati infine dichiarati liberi dal virus.
Il 24 febbraio 2020 è stato registrato un terzo caso. Come gli altri, il paziente era un turista e trascorreva le vacanze a Tenerife. Il ministro convoca una riunione straordinaria del Consiglio interterritoriale del sistema sanitario nazionale (l'organo permanente di coordinamento tra le autorità sanitarie regionali e nazionali) per il 25 febbraio, il secondo da quando ha assunto l'incarico.
Per evitare ulteriori contagi, il 25 febbraio le autorità sanitarie hanno messo l'hotel in quarantena con circa 1.000 persone all'interno. Altri due casi furono registrati quel giorno, uno a Barcellona (il primo nella Spagna continentale) e l'altro a Tenerife, moglie del terzo caso.
Durante la pandemia, Illa è apparso regolarmente al Congressional Health Committee per riferire sulla situazione eccezionale che la Spagna ha attraversato. Nel giugno 2020, ha annunciato un piano nazionale di preparazione e risposta per possibili focolai.
Ad agosto Illa ha effettuato un'importante riforma del Ministero della Salute, recuperando la storica Segreteria di Stato per la Salute, ha soppresso la Segreteria Generale per la Salute e creato una nuova Segreteria Generale per la Salute Digitale, il tutto con l'obiettivo di migliorare la gestione della pandemia da parte del governo e per realizzare un sistema sanitario più efficiente e moderno. In questo senso, allo stesso tempo annunciò che il suo dipartimento avrebbe sviluppato una legge per creare un'agenzia nazionale per la sanità pubblica. Questo obiettivo si è riflesso nel bilancio generale dello Stato per il 2021 con uno stanziamento di cinque milioni di euro per il lancio dell'agenzia.
All'inizio di settembre 2020, Illa ha stimato che il vaccino potrebbe essere pronto e la campagna di vaccinazione potrebbe iniziare alla fine di dicembre. Così, nel novembre 2020, il Ministro della Salute, insieme alla Segretaria di Stato per la Salute, Silvia Calzón, ha presentato la strategia nazionale di vaccinazione del governo, che inizierà alla fine di dicembre. Il 21 dicembre 2020, l'Agenzia europea per i medicinali ha approvato l'uso del primo dei vaccini, quello sviluppato da BioNTech e Pfizer. Le prime dosi sono arrivate in Spagna e nel resto degli Stati membri dell'Unione europea il 26 dicembre e la vaccinazione di massa è iniziata il 27 di quel mese.

### Candidato a Presidente della Generalitat de Catalunya nel 2021 e 2024
Il 30 dicembre 2020, il leader del PSC, Miquel Iceta, ha annunciato la sua decisione di fare un passo indietro e non essere il candidato del partito alle elezioni regionali catalane del 14 febbraio 2021 e ha annunciato che Illa sarebbe stato candidato alla presidenza. Il 26 gennaio 2021 Illa lascia il ministero per concentrarsi sulle elezioni.

#### Vittoria del 2024
Nelle elezioni regionali del 2024, Illa guida il PSC come candidato Presidente della Generalitat de Catalunya, portando il PSC ad essere il primo partito più votato con il 27,9% delle preferenze e 42 seggi guadagnati nel Parlamento.